# Gaoligongshania megalothyrsa
Gaoligongshania megalothyrsa är en gräsart som först beskrevs av Hand.-mazz., och fick sitt nu gällande namn av D.Z.Li Hsueh och Nian He Xia. Gaoligongshania megalothyrsa ingår i släktet Gaoligongshania och familjen gräs. Inga underarter finns listade i Catalogue of Life.